# Littoralisation

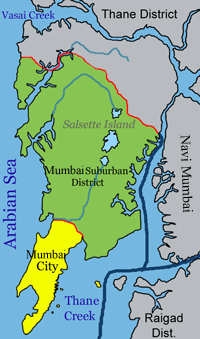
Das administrative Stadtgebiet Mumbais, von Meer umgeben. Mumbai gehört zu den in Küstenregionen liegenden Städten mit einem besonders hohen Zuwanderung ländlicher Bevölkerung.

Littoralisation (auch Littoralisierung oder Litoralisierung) ist ein Fachbegriff aus der frankophonen Geographie, der die verstärkte Besiedlung der Meeresküsten, die ab den 1970er-Jahren einsetzte, bezeichnet. Littoralisation bezeichnete ursprünglich nur die Urbanisierungs- und Suburbanisierungsprozesse im Mittelmeerraum, der Fachbegriff hat sich inzwischen aber auch in der englischsprachigen Geographie und Regionalwissenschaft eingebürgert und wird vor allem für die weltweit stattfindenden rezente Küstenbesiedlungsprozesse im Rahmen des Globalen Wandels benutzt. In der französischen Presse hingegen wird die Bezeichnung nach wie vor nur für Urbanisierungs- und Suburbanisierungsprozesse im Mittelmeerraum verwendet. Im deutschen Sprachgebrauch wird die Bezeichnung Littoralisation bzw. Littoralisierung, abgesehen von Fachveröffentlichungen, in der Öffentlichkeit bisher kaum benutzt.

## Der Küstenbesiedlungsprozess im Rahmen des Globalen Wandels
Im englischen Sprachgebrauch wird der Begriff überwiegend verwendet, um einen Trend bei der Urbanisierung zu verwenden, der seit einigen Jahrzehnten zu beobachten ist. Urbanes Wachstum findet überwiegend in Städten statt, die unweit der Küste liegen. Im Jahre 2012 lebten 80 Prozent der Weltbevölkerung maximal 60 Meilen von der Meeresküste entfernt. Von den 25 größten Städten der Welt, die mehr als 10 Millionen aufweisen, liegen nur vier – nämlich Peking, Moskau, Delhi und Teheran – nicht in Küstennähe. Dieser Trend bringt auch besondere Problemstellungen mit sich.

### Besondere Anfälligkeit für Naturkatastrophen
Die Küstennähe von großen Städten macht sie in besonderer Weise verwundbar. Die offensichtlichste Verwundbarkeit ist die gegenüber Naturkatastrophen oder steigende Meeresspiegel in Folge des Klimawandels. Dies zeigt sich besonders am Beispiel von Dhaka, der Hauptstadt Bangladeschs. Dhaka ist eine der am schnellsten wachsenden Großstädte der Welt, ähnlich schnell wachsen nur das ebenfalls an einer Meeresküste liegende Lagos und die chinesische Stadt Chongqing. Um 1950 lebten in Dhaka lediglich 400.000 Menschen, um die Jahrtausendwende 12 Millionen und im Jahr 2013 fast 15 Millionen Menschen. Die massive Zuwanderung der Landbevölkerung ist unter anderem darauf zurückzuführen, dass die ländlichen Gebiete dieses Landes unter extremer Armut, Versalzung der Böden und Wasserverschmutzung leiden. In der Folge dieser Zuwanderung sind überbevölkerte und marginalisierte Slumgebiete entstanden, denen es an Wasser, sanitären Anlagen und Elektrizität mangelt. Gleichzeitig liegt der größte Teil des Stadtgebietes nur wenig über dem Meeresspiegel. Hochwasser im Jahre 1998 führten dazu, dass 60 Prozent des Stadtgebietes von Dhaka überflutet war, mehr als 1000 Menschen starben und es entstand ein Schaden, der mehr als 4 Milliarden USD betrug. Selbst ohne Klimawandel nimmt das Risiko zu, dass bei Überflutung Menschen ums Leben kommen und massiver wirtschaftlicher Schaden angerichtet wird, da auf Grund des Bevölkerungsdrucks immer mehr niedrig liegende Gebiete besiedelt werden.

### Besondere Anfälligkeit für Angriffe oder terroristische Attacken

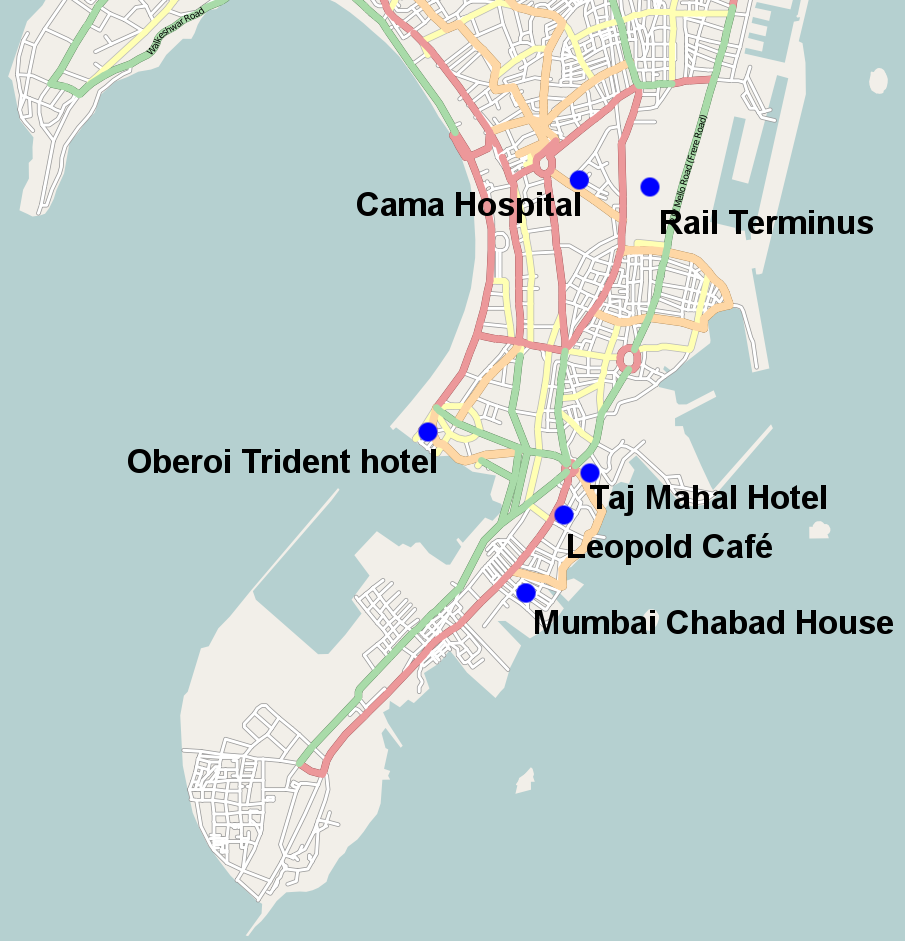
Die verschiedenen Tatorte der Anschläge am 26. November 2008 in Mumbai

Küstennahe Städte sind außerdem einem größeren Risiko eines feindlichen Angriffs ausgesetzt als weit im Landesinneren liegende Städte. Offene Meeresflächen, die schwieriger zu kontrollieren sind als Landgebiete, eignen sich besser als Aufmarschgebiet einer feindlichen Großmacht. Moderne Waffentechnologie hat allerdings wesentlich dazu beigetragen, dass die sogenannte „littorale Zone“, in der ein solches Risiko besteht, wächst. Während des Kriegs in Afghanistan etablierte beispielsweise US-Militärs eine Basis im Landesinneren von Afghanistan unter Nutzung von Marineschiffen und Truppen transportierenden Helikoptern, die zum Teil in der Luft betankt wurden. Sie überwanden dabei eine Distanz von 689 Kilometern. Ein größeres Risiko wird jedoch darin gesehen, dass die Sicherheitsprobleme von Städten, die neben Straßen und Flughäfen auch noch eine lange Küstenlinie haben, exponentiell ansteigen. Die Tatsache, dass die honduranische Stadt San Pedro Sula als die gefährlichste Stadt der Welt gilt, hängt auch mit ihrer Nähe zu Honduras’ einzigem wesentlichen Seehafen in Puerto Cortés zusammen, der lediglich 45 Fahrminuten vom Stadtzentrum von San Perl Sula entfernt liegt. Eine schwache staatliche Macht und die Anbindung über Hafen, Flughafen und Straßen hat dazu geführt, dass San Pedro Sula zu einem der großen Umschlagplätze im internationalen Drogenhandel wurde. Bei den Terroranschlägen am 26. November 2008 in Mumbai ermöglichte die unübersichtliche Küstenlinie der Stadt den insgesamt zehn bewaffneten Terroristen das Eindringen in die Stadt. Die Terroristen hatten am 23. November ein indisches Fischereischiff gekapert, waren damit in die Nähe der Stadt gelangt und hatten dann zwei Schlauchboote genutzt, um auf die dichtbesiedelte Halbinsel von Mumbai vorzudringen. Beide Boote wählten als Landepunkt Slumgebiete der Stadt. Das Anlanden beider Schlauchboote wurde von lokalen Personen bemerkt. In einem Fall konnten die auffallend gut gekleideten Männer ihr Erscheinen damit erklären, dass es sich bei ihnen um Studenten handelte. Im zweiten Fall schüchterten sie andere Fischer mit Hilfe ihrer Waffen ein. Letztere waren vermutlich davon überzeugt, dass es sich bei den Terroristen um Schmuggler oder Angehörige einer kriminellen Bande gehörten.